# Hraniční přechod Krnov–Pietrowice
Hraniční přechod Krnov–Pietrowice (polsky Przejście graniczne Pietrowice–Krnov) je bývalý silniční hraniční přechod na česko-polské státní hranici na hraničním úseku II/93/16 - II/93/17 mezi českým městem Krnov (okres Bruntál, Moravskoslezský kraj) a polskou vesnicí Pietrowice (okres Hlubčice, Opolské vojvodství). Přechod leží v nadmořské výšce 349 m n. m. na silnici I/45; za hranicí pokračuje polská silnice č. 38 směr Hlubčice. Před zrušením byl určen pro pěší, cyklisty, motocykly, osobní automobily, autobusy a nákladní vozidla evidovaná v ČR a PL do užitečné hmotnosti 3,5 t (s výjimkou přeprav nebezpečných nákladů).
Hraniční přechod byl zrušen při vstupu České republiky do Schengenského prostoru v roce 2007. V případě dočasného znovuzavedení ochrany vnitřních hranic je provoz na hraničním přechodu upraven Sdělením Ministerstva vnitra č. 395/2021 Sb.